# Sandviksträsket
Sandviksträsket är en sjö i Lycksele kommun i Lappland och ingår i Umeälvens huvudavrinningsområde. Sjön har en area på 0,668 kvadratkilometer och ligger 264,9 meter över havet.

## Delavrinningsområde
Sandviksträsket ingår i det delavrinningsområde (719917-160473) som SMHI kallar för Utloppet av Sandviksträsket. Medelhöjden är 309 meter över havet och ytan är 5,05 kvadratkilometer. Det finns ett avrinningsområde uppströms, och räknas det in blir den ackumulerade arean 19,83 kvadratkilometer. Vattendraget som avvattnar avrinningsområdet har biflödesordning 3, vilket innebär att vattnet flödar genom totalt 3 vattendrag innan det når havet efter 198 kilometer. Avrinningsområdet består mestadels av skog (84 procent). Avrinningsområdet har 0,67 kvadratkilometer vattenytor vilket ger det en sjöprocent på 13,2 procent.